# Seilbahn Rüdesheim
| Seilbahn Rüdesheim    | Seilbahn Rüdesheim                                          |
| --------------------- | ----------------------------------------------------------- |
|                       |                                                             |
| Lage:                 | Rüdesheim am Rhein, Hessen Deutschland                      |
| Gebirge:              | Taunus                                                      |
| Gesamtlänge:          | 1.387 m                                                     |
| Höhendifferenz:       | 203 m                                                       |
| Hersteller:           | J. Pohlig AG, Köln                                          |
| Seilbahntyp:          | Einseilumlaufbahn                                           |
| Talstation:           | 49° 58′ 46,5″ N, 7° 55′ 16,1″ O                             |
| Bergstation:          | 49° 58′ 58,8″ N, 7° 54′ 9,2″ O                              |
| Seil                  |                                                             |
| Litzenmachart:        | Warrington-Seale                                            |
| Durchmesser:          | 26 mm                                                       |
| Bruchlast:            | 49.750 kg                                                   |
| Gewicht je Meter:     | 2,6 kg                                                      |
| Hersteller:           | Felten & Guilleaume Carlswerk, Köln-Mülheim                 |
| Fahrt                 |                                                             |
| Dauer:                | 10 Minuten                                                  |
| Geschwindigkeit:      | 2,5 m/s                                                     |
| Beförderungsleistung: | 1.200 Personen je Stunde                                    |
| Hintergrund           |                                                             |
| Besitzer:             | Rüdesheimer Seilbahngesellschaft mbH; Bayer, Opitz & Co. KG |
| Eröffnung:            | Ostern 1954                                                 |
| Kontakt:              | seilbahn-ruedesheim.de                                      |

Die Seilbahn Rüdesheim ist eine Gondelbahn in Rüdesheim am Rhein in Hessen. Sie verbindet Rüdesheim mit dem Niederwalddenkmal, welches über Rüdesheim im Niederwald liegt.

## Geschichte
Ende des 19. Jahrhunderts boomte der Tourismus am Rhein und insbesondere in Rüdesheim. Ein Grund war die Eröffnung des Niederwalddenkmals. Um die Touristen dorthin zu befördern, wurde die 2,3 Kilometer lange Niederwaldbahn erbaut. Die Zahnradbahn dorthin überwand einen Höhenunterschied von 223 Metern. Sie nahm am 30. Mai 1884 ihren Betrieb auf, wurde dann aber zu Beginn des Zweiten Weltkrieges 1939 eingestellt. Bei einem Luftangriff auf Rüdesheim am 25. November 1944, dem Katharinentag, wurde die Bahn schwer beschädigt und anschließend nicht wieder aufgebaut, der Abbruch erfolgte 1952. Touristen wurden in dieser Zeit mit Bussen zum Denkmal gefahren, ein Wiederaufbau der Zahnradbahn wurde als unrentabel eingeschätzt.
Die Idee, eine kostengünstigere Seilbahn zu errichten, kam bereits 1950 auf. Im Sommer 1953 gründeten Geschäftsleute gemeinsam mit der Stadt Rüdesheim und dem Rheingaukreis die „Interessengemeinschaft Rüdesheimer Seilbahn“, um wieder eine Verbindung zum Niederwalddenkmal herzustellen. Die neue Gondelbahn wurde an Ostern 1954 eingeweiht. Die Kosten beliefen sich auf 350.000 D-Mark. In nur sieben Meter Höhe schwebten damals die Gondeln über den Reben, die Bahn musste immer wieder ihren Betrieb anhalten, um den Maschinen der Winzer freie Fahrt zu gewähren.
Ein vermeintlicher Gast war 1960 Elvis Presley in seinem Film G.I. Blues: Als G.I. in Deutschland kommt er mit einem Dampfer in Rüdesheim an und singt auf einer Fahrt zum Niederwald in Gondel Nummer 76 gemeinsam mit seiner Filmpartnerin Juliet Prowse das Lied „Pocketful of Rainbows“. Obwohl es sich bei den Aufnahmen lediglich um eine Fotomontage handelte und Presley niemals mit der Seilbahn fuhr, besitzt der Ort Kultstatus bei seinen Fans.
In ihrem 50-jährigen Jubiläumsjahr 2004 konnte die Bahn den 30-millionsten Fahrgast verzeichnen.
2005 erfolgte eine Runderneuerung der Bahn. In jetzt 15 Metern Höhe schweben nun bis zu 85 größere halbgeschlossene Gondeln im Retro-Look, welche eine Spezialanfertigung einer Rüdesheimer Firma sind. Eine Gondel kann zwei Erwachsene mit zwei Kindern transportieren, ebenso Rollstühle, Fahrräder, Kinderwagen oder Hunde. Auf Wunsch kann eine Hochzeitsgondel mit der Nummer 100 bestellt werden.
Im Winter 2020/2021 starteten die Renovierungen der Talstation, beginnend mit den Mitarbeiterräumen. Konnten die Gondeln früher nur über mehrere Stufen auf dem Vorplatz und zwei Stockwerke mit rund 40 Stufen im Inneren des Gebäudes erreicht werden, sind sie seit Mai 2022 barrierefrei nutzbar.
Am 29. Juli 2022 blieb die Seilbahn wegen eines technischen Defekts an der Hydraulik im regulären Betrieb stehen. Da der Notbetrieb offenbar versagte, mussten insgesamt 41 Passagiere aus 20 Gondeln gerettet werden, in denen sie teilweise bis zu drei Stunden verharrten. Verletzt wurde bei dem Einsatz niemand.

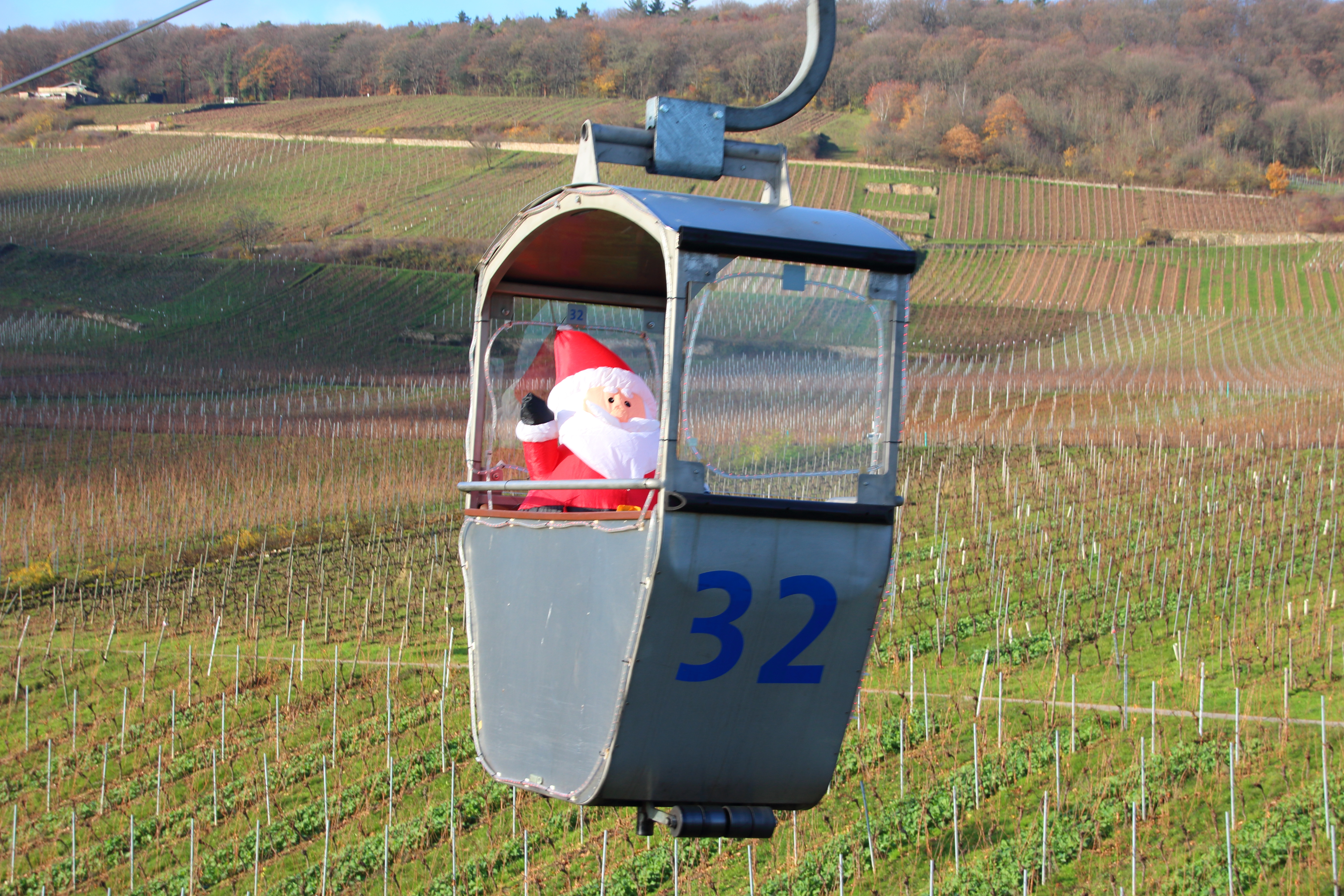
Retro-Gondel während der Adventszeit
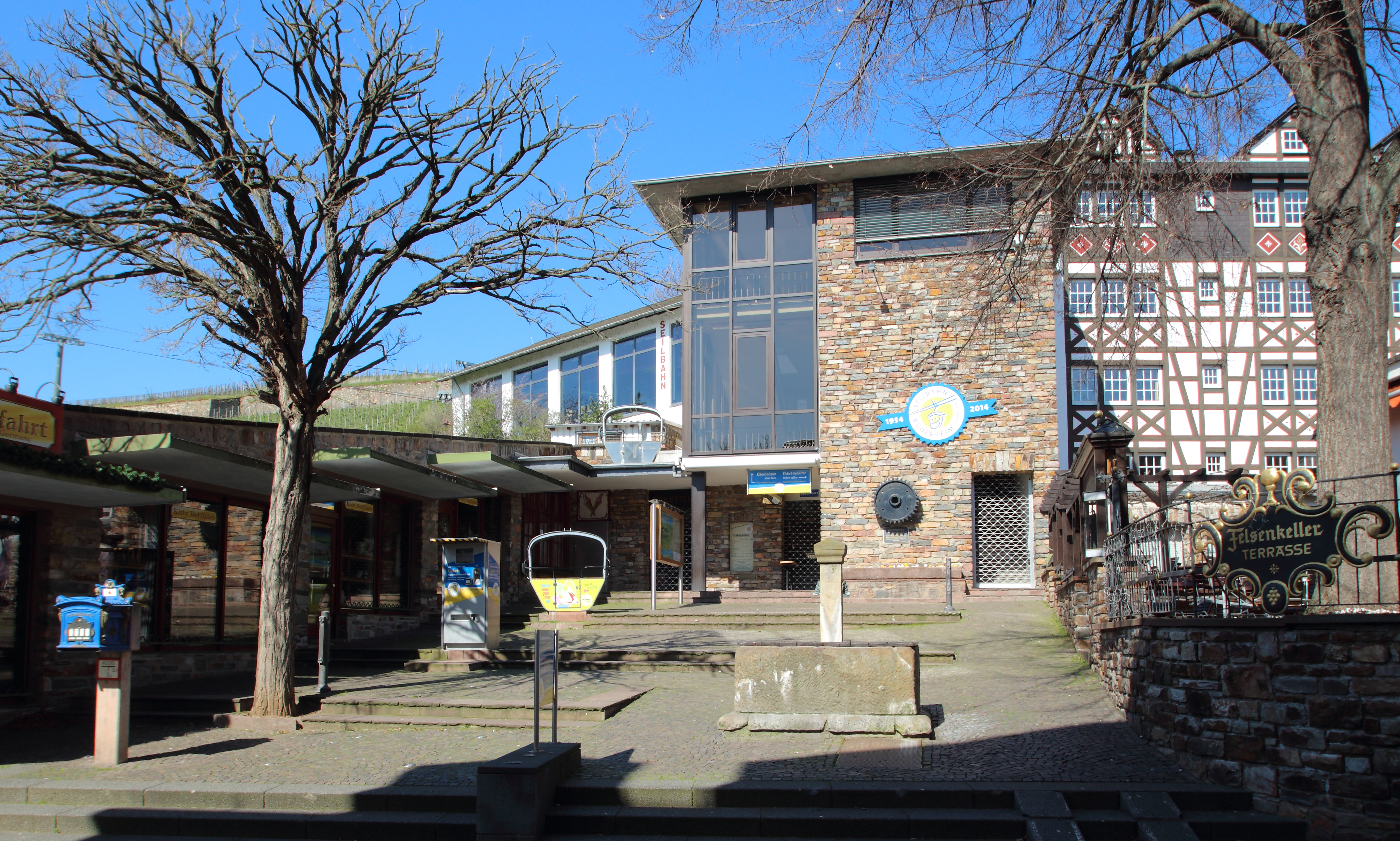
Talstation